# Jennifer Hunt

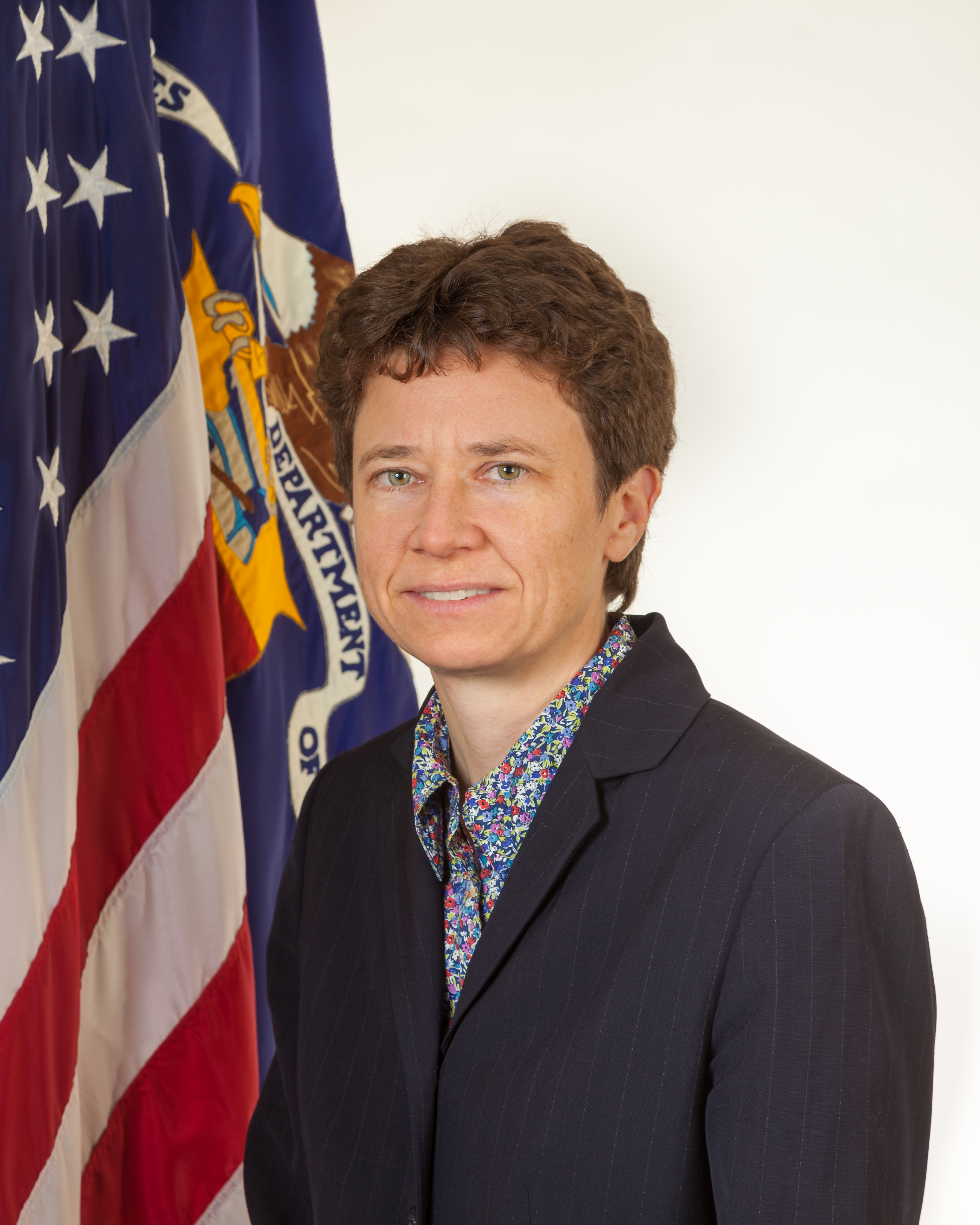
Jennifer Hunt (Februar 2013)

Jennifer Anne Hunt (* 1965 in Australien) ist eine US-amerikanische Wirtschaftswissenschaftlerin. Ihr Arbeitsschwerpunkt liegt im Bereich der Arbeitsökonomik.

## Werdegang, Forschung und Lehre
Die in Australien geborene Hunt wuchs in der Schweiz auf. Dort arbeitete sie als Teenager unter anderem als Skilehrerin. 1983 schloss sie in der Schweiz ihre Schulausbildung mit einem International Baccalaureate ab und ging anschließend in die Vereinigten Staaten zum Studium ans Massachusetts Institute of Technology. Dort graduierte sie 1987 als Scientiæ Baccalaureus in Elektrotechnik und wechselte anschließend an die Harvard University, wo sie 1992 erfolgreich ihr Ph.D.-Studium in Wirtschaftswissenschaft abschloss.
1992 ging Hunt an die Yale University, wo sie zunächst als Assistant Professor und ab 1997 als Associate Professor tätig war. Nach einem drei Jahre währenden Aufenthalt an der Universität Montreal wechselte sie 2004 an die McGill University. Dort wurde sie 2007 zur ordentlichen Professorin berufen. 2011 folgte sie einem Ruf der Rutgers University, dort besetzt sie seit 2015 den James-Cullen-Lehrstuhl. Sie visitierte unter anderem an der University of British Columbia, Universität Mailand und der Autonomen Universität Barcelona. 
Zwischen Januar 2013 und März 2014 war Hunt Chefökonomin im Arbeitsministerium der Vereinigten Staaten, zwischen 2000 und 2002 beriet sie den Wissenschaftsrat in Deutschland. Sie ist Research Associate am National Bureau of Economic Research sowie Research Fellow einerseits am Londoner Centre for Economic Policy Research und andererseits am Bonner Forschungsinstitut zur Zukunft der Arbeit. 
Im Mittelpunkt von Hunts Forschung und Lehre stehen verschiedene Aspekte der Arbeitsökonomik, insbesondere setzte sie sich mit den Auswirkungen von Immigration, Kriminalität, Korruption, Lohngefällen und Volkswirtschaften im Übergang vom Kommunismus auseinander.